# Saint-Julien-du-Verdon
Saint-Julien-du-Verdon – miejscowość i gmina we Francji, w regionie Prowansja-Alpy-Lazurowe Wybrzeże, w departamencie Alpy Górnej Prowansji.

## Demografia
Według danych na rok 1990 gminę zamieszkiwały 94 osoby, a gęstość zaludnienia wynosiła 15 osób/km². W styczniu 2015 r. Saint-Julien-du-Verdon zamieszkiwało 158 osób, przy gęstości zaludnienia wynoszącej 25,2 osób/km².